# Остра (Румунія)
Остра (рум. Ostra) — село у повіті Сучава в Румунії. Адміністративний центр комуни Остра.

## Розташування
Село знаходиться на відстані 330 км на північ від Бухареста, 47 км на південний захід від Сучави, 141 км на захід від Ясс.

## Історія
Давнє українське село південної Буковини. За переписом 1900 року в селі Фрумоса Кимполунгського повіту були 126 будинків, проживали 665 мешканців: 424 українці, 33 румуни, 167 німців, 28 євреїв, 13 поляків.

## Населення
За даними перепису населення 2002 року у селі проживала 2951 особа, з них 2943 особи (99,7%) румунів. Рідною мовою 2947 осіб (99,9%) назвали румунську.